# Fernando Vilar
Manuel Fernando Correia Vilar (Lara, Monção, Portugal, 15 de febrero de 1954) es un periodista y comunicador portugués nacionalizado y radicado en Uruguay.

## Trayectoria
Nacido en el norte de Portugal, reside en Uruguay desde los seis años. Comenzó su carrera periodística en 1983 en la radio El Espectador. Entre el 27 de mayo de 1993 y el 3 de agosto de 2015 se desempeñó como el informativista principal en Telenoche, el noticiero central de Canal 4. También condujo el programa radial De primera mano en Radio Cero FM. Anteriormente condujo No está todo dicho en Radio Monte Carlo.
El 27 de febrero de 2018 tuvo un papel importante como presentador de una cadena nacional de televisión a nombre del gobierno del presidente Tabaré Vázquez, dándoles respuesta a muchos reclamos de los llamados autoconvocados.
En 2007 el gobierno portugués le concedió un reconocimiento como el mejor periodista portugués radicado en el exterior.
Desde el 7 de marzo de 2022 conduce De primera mano junto a la periodista Cecilia García por FM Hit 90.3.
Desde el 27 de febrero de 2023 conduce el programa Dato y Relato, junto al periodista Esteban Leonís, por Radio Universal. En 2024 realizó una participación especial en la serie de Max, Margarita.